# Сеидов, Фирдовси Татар оглы
Фирдовси Татар оглы Сеидов (азерб. Firdovsi Tatar oğlu Seyidov; 28 января 1948, Армянская ССР — 28 мая 2016) — азербайджанский учёный, доктор химических наук, профессор.

## Биография
Фирдовси Сеидов родился 28 января 1948 года в селе Чайкент Красносельского района Армянской ССР. Окончил химический факультет Кировобадского (Гянджинского) государственного педагогического института.
Фирдовси Сеидов — старший научный сотрудник Института Нефтехимических Процессов НАНА.

## Научная деятельность
В результате исследований Ф. Сеидовым впервые синтезированы и предложены в качестве новых основ синтетических масел эфиры корборненового ряда, эфиры циклических неопилиолов и эфиры вицинальных дикарбоновых кислот. Им синтезированы новые соединения и испытаны в качестве основ и компонентов смазочных материалов.
Фирдовси Сеидов — автор 57 опубликованных научных статей, 7 авторских свидетельств и патентов.
Под его руководством подготовлено 3 кандидата наук.

### Избранные научные труды
- F. T. Seyidov, Y. Mansoori. Esters of methylolcyclohexanols/ones as synthetic base lubricants (англ.) // Industrial Lubrication and Tribology. — Emerald Group Publishing Limited, 2008. — Vol. 60. — P. 228—232. — ISSN 0036-8792.
- F. T. Seyidov, Y. Mansoori. Synthetic diester base oils from wastes of electrochemical production of sebacic acid (англ.) // Industrial Lubrication and Tribology. — Emerald Group Publishing Limited, 2008. — Vol. 60. — P. 276—280. — ISSN 0036-8792.
- F. T. Seyidov, Y. Mansoori, J. T. Nezhad. Hydrophobicizing mould release agent for press moulding (англ.) // Industrial Lubrication and Tribology. — Emerald Group Publishing Limited, 2007. — Vol. 59. — P. 236—241. — ISSN 0036-8792.
- F. T. Seyidov, Y. Mansoori,  S. Bohlooli, M. R. Zamanloo, G. H. Imanzadeh. Esterification of Carboxylic Acids and Diacids by Trialkyl Borate under Solvent and Catalyst-Free Conditions (англ.) // Chinese Journal of Chemistry. — 2007. — Vol. 25. — P. 1878–1882.
- F. T. Seyidov, Y. Mansoori. Synthetic heat carrier oil compositions based on polyalkylene glycols (недоступная ссылка — история) (англ.) // Energy Conversion and Management. — 2007. — Vol. 48. — P. 703—708. — ISSN 01968904.
- F. T. Seyidov, Y. Mansoori, E. P. Alizadeh. Transesterification Reaction of Dimethyl Terephthalate by 2-Ethylhexanol in the Presence of Heterogeneous Catalysts under Solvent-free Condition (англ.) // Chinese Journal of Chemistry. — 2007. — Vol. 25. — P. 246—249.
- F. T. Seyidov, Y. Mansoori. Esters of oxypropylated trimethylolpropanes as synthetic lubricants (англ.) // Industrial Lubrication and Tribology. — Emerald Group Publishing Limited, 2007. — Vol. 59. — P. 12—17. — ISSN 0036-8792.
- F. T. Seyidov, Y. Mansoori. Synthetic diester base oils from wastes of electrochemical production of sebacic acid (англ.) // Industrial Lubrication and Tribology. — Emerald Group Publishing Limited, 2008. — Vol. 60. — P. 276 - 280. — ISSN 0036-8792.